# Groupe de NGC 4036
Le groupe de NGC 4036 comprend au moins cinq galaxies situées dans la constellation de la Grande Ourse. La distance moyenne entre ce groupe et la Voie lactée est d'environ 21,1 Mpc (∼68,8 millions d'al). 

## Membres
Le tableau ci-dessous liste les cinq galaxies du groupe indiquées dans l'article de A.M. Garcia paru en 1993.
Selon un article publié par Abraham Mahtessian en 1998, les galaxies NGC 4036, NGC 4041, IC 758 et UGC 7009 de ce groupe font partie d'un groupe plus vaste de qui compte au moins 12 galaxies, le groupe de NGC 4125.
| Nom      | Class.    | Type                     | α (J2000.0)   | δ (J2000.0) | Vitesse radiale (km/s) | m    | Distance (Mpc) | Diamètre (kal |
| -------- | --------- | ------------------------ | ------------- | ----------- | ---------------------- | ---- | -------------- | ------------- |
| NGC 4036 | S0-       | Lenticulaire             | 12h 01m 26.7s | 61° 43′ 45″ | 1385 ± 5               | 10,7 | 22,3 ± 1,5     | 90            |
| NGC 4041 | SA(rs)bc? | Spirale                  | 12h 02m 12.2s | 62° 08′ 14″ | 1215 ± 3               | 11,3 | 19,8 ± 1,4     | 83            |
| IC 758   | SB(rs)cd? | Spirale barrée           | 12h 04m 11.9s | 62° 30′ 19″ | 1276 ± 2               | 13,3 | 20,7 ± 1,5     | 51            |
| UGC 7009 | Im        | Irrégulière magellanique | 12h 01m 44.1s | 62° 19′ 33″ | 1126 ± 1               | 15,2 | 18,5 ± 1,3     | 40            |
| UGC 7019 | Im        | Irrégulière magellanique | 12h 01m 29.4s | 62° 25′ 02″ | 1516 ± ?               | 15,0 | 24,2 ± 1,7     | 31            |

Le site DeepskyLog permet de trouver aisément les constellations des galaxies mentionnées dans ce tableau ou si elles ne s'y trouvent pas, l'outil du site constellation permet de le faire à l'aide des coordonnées de la galaxie. Sauf indication contraire, les données proviennent du site NASA/IPAC. 